# Kathedraal van Santa María de Mediavilla
Kathedraal van Santa María de Mediavilla (Voluit in het Spaans:Catedral de Santa María de Mediavilla de Teruel) is een kathedraal in de Spaanse stad Teruel. De kathedraal werd gebouwd in de periode van 1171-1587 en heeft de nadrukkelijke kenmerken van de mudejarstijl. 
Santa María de Mediavilla is een van de objecten van de werelderfgoedinschrijving Mudéjararchitectuur van Aragón.